# General Aizpuru, 14
El edificio situado en la avenida  General Aizpuru, 14, en el Ensanche Modernista es un bello edificio modernistas de la ciudad española de Melilla y forma parte del Conjunto Histórico Artístico de la Ciudad de Melilla, un Bien de Interés Cultural.

## Historia
Fue construido en 1927 según diseño del ingeniero de minas Luis García Alix.

## Descripción
Está construido con paredes de mampostería de piedra local y ladrillo macizo y bovedillas de ladrillo tocho para los techos.
Consta de planta baja y dos plantas sobre esta. Cuenta en su única fachada con  cuatro vanos en cada planta, sus bajos son arcos de lobulados, uno de los centrales conduce al portal, y sobre este se sitúa una balconada corrida,  con ventanas enmarcas y con molduras sobre sus dinteles, las de la primera planta más austeras, flanqueadas por unos miradores que limitan el edificio.